# Президентские выборы в Чили (1827)
Президентские выборы в Чили прошли 13 февраля 1827 года после того, как Национальный Конгресс Чили решил избрать голосованием нового президента Чили. 
После государственного переворота полковника Энрико Кампино и отставки как действующего президента Мануэля Бланко Энкалада, так и вице-президента Агустина Эйсагирре, Конгресс запросил генерала Рамона Фрейре занять место президента 30 января 1827 года. 
Фрейре представил Конгрессу просьбу об отставке 5 февраля, хотя выборы были назначены на 13 февраля. Тем не менее, Конгресс избрал Фрейре президентом, а Франсиско Антонио Пинто — вице-президентом, зная, что Фрейре уйдёт в отставку после прибытия Пинто в Сантьяго. Таким образом, голосование за Фрейре было данью уважения Фрейре. Победа Пинто стало успехом либералов.

## Результаты

### Президент
| Кандидат     | Голоса | %    |
| Рамон Фрейре | 37     | 77%  |
| ------------ | ------ | ---- |
| ?            | 11     | 23%  |
| Всего        | 48     | 100% |

### Вице-президент
| Кандидат                | Голоса | %    |
| Франсиско Антонио Пинто | 27     | 56%  |
| ----------------------- | ------ | ---- |
| ?                       | 21     | 44%  |
| Всего                   | 48     | 100% |